# Dolichoscyta chalybealis
Dolichoscyta chalybealis là một loài bướm đêm trong họ Noctuidae.